# A Looking in View
«A Looking in View» es una canción de la banda de grunge estadounidense Alice in Chains, lanzado a través de Virgin/EMI el 30 de junio de 2009 como el primer sencillo de su cuarto álbum de estudio Black Gives Way to Blue (2009). Fue la primera canción lanzada públicamente del álbum y estuvo disponible para su compra el 30 de junio de 2009, y por un tiempo limitado estuvo disponible como descarga gratuita a través del sitio web oficial de Alice in Chains. Aunque no fue el primer sencillo oficial del álbum, las estaciones de rock de los Estados Unidos comenzaron a reproducir la canción después de que estuvo disponible para su transmisión. El primer sencillo de radio oficial, "Check My Brain", fue lanzado en agosto de 2009.
"A Looking in View" fue el primer lanzamiento de Alice in Chains con el nuevo vocalista William DuVall, quien reemplazó al cantante original de la banda, Layne Staley en 2006. El vocalista y guitarrista Jerry Cantrell comparte la voz principal con DuVall.

## Lanzamiento y promoción
El 30 de junio de 2009, "A Looking in View" estuvo disponible para su compra a través de iTunes y Amazon,, y por un tiempo limitado estuvo disponible como descarga gratuita a través del sitio web oficial de Alice in Chains a principios de julio. Aunque no fue el primer sencillo de radio del álbum, las estaciones de rock de los Estados Unidos comenzaron a reproducir la canción. A mediados de agosto de 2009, alcanzó el puesto número 12 en la lista Billboard Hot Mainstream Rock Tracks, en el número 38 en la lista Billboard Alternative Songs y en el número 27 en la lista Billboard Hot Rock Songs.

## Video musical
El video musical de "A Looking in View" fue dirigido por Stephen Schuster. El rodaje terminó el 20 de junio de 2009 y el video se estrenó en el sitio web oficial de Alice in Chains el 7 de julio de 2009. Fue el primer video musical de Alice in Chains desde "Get Born Again" de 1999, y el primer video musical desde "I Stay" de 1994. Away" que no aparece en la banda. En su lugar, presenta a los actores Sacha Senisch, Chad Post y Devin Zephyr.

## Posicionamiento en lista
| Lista (2009)                         | Posiciones |
| ------------------------------------ | ---------- |
| Estados Unidos (Mainstream Rock)     | 12         |
| Estados Unidos (Alternative Airplay) | 38         |